# Valea Boroș
Valea Boroș (węg. Borospatak) – wieś w Rumunii, w okręgu Harghita, w gminie Lunca de Jos. W 2011 roku liczyła 421 mieszkańców.